# Albert Spencer, 7:e earl Spencer
Albert Edward John Spencer, 7:e earl Spencer, född den 23 maj 1892 i London, död den 9 juni 1975 på vårdhemmet St. Matthews Nursing Home i Northampton, var en brittisk ädling. Han var son till Charles Spencer, 6:e earl Spencer och Margaret Baring. 
Efter en gedigen utbildning på Harrow och Trinity College, Cambridge, tjänstgjorde Albert Spencer under första världskriget som kapten i armén och fortsatte en militär karriär under 43 år. Han flyttade in i fädernegodset Althorp i samband med att han 1922 övertog earlskapet efter sin far och lät öppna det för allmänheten.
Han blev också känd som initierad konstexpert och var ledamot av Royal Society of Arts och Society of Antiquaries of London. Dessutom satt han i styrelsen för Victoria and Albert Museum i flera år.
Han gifte sig 1920 i London med lady Cynthia Hamilton (1897-1972), dotter till James Hamilton, 3:e hertig av Abercorn.
Barn:
- Lady Anne Spencer (1920- ), gift med kapten Christopher Wake-Walker (1920-1998)
- John Spencer, 8:e earl Spencer (1924-1992)

### Fotnoter
1. 1 2  Darryl Roger Lundy, The Peerage, The Peerage person-ID: p10102.htm#i101013, läst: 9 oktober 2017.[källa från Wikidata]
2. 1 2  Kindred Britain, Kindred Britain-ID: I1971, läs online.[källa från Wikidata]
3. 1 2  GeneaStar, GeneaStar person-ID: spencera.[källa från Wikidata]
4. ↑  The London Gazette, 39491, 14 mars 1952, s. 1468, läs online.[källa från Wikidata]
5. 1 2 3 4 5  Kindred Britain, läs online.[källa från Wikidata]
6. ↑  The Peerage person-ID: p10102.htm#i101013, läst: 7 augusti 2020.[källa från Wikidata]
7. ↑  Darryl Roger Lundy, The Peerage.[källa från Wikidata]
8. ↑   (på engelska)The Times:  s. 30, spalt B. Tisdag 10 juni 1975.